# Arnošt ze Schrattenbachu
Dom Arnošt ze Schrattenbachu, OSB (německy Ernst von Schrattenbach, narozen jako Maxmilián Antonín ze Schrattenbachu / Maximilian Anton von Schrattenbach, † 1729) byl v letech 1720-1729 opatem benediktinského kláštera v Praze na Slovanech (Emauzy). Pocházel z rakouského šlechtického rodu Schrattenbachů původem z Frank.

## Život
Narodil se jako Maxmilián Antonín ze Schrattenbachu v rodině říšského komořího Jana Baltazara ze Schrattenbachu.
Stejně jako oba jeho bratři se stal duchovním. Jeho starší bratr Wolfgang Hannibal ze Schrattenbachu byl olomoucký arcibiskup, kardinál a politik.
Po vstupu do benediktinského řádu přijal jméno Arnošt (Ernst). Po smrti Martina Zedlitze se stal opatem novoměstského Emauzského kláštera v Praze. Emauzští mniši jej vnímali jako vetřelce a vadil jim jeho značně světský způsob života.
Do historie Emauz se opat Schrattenbach zapsal výstavbou tzv. staronového kláštera, který byl zamýšlen jako ubytování pro doprovod opatova bratra, arcibiskupa olomouckého kardinála Wolfganga Hannibala ze Schrattenbachu během korunovace Karla VI. českým králem. Stavbu se nepodařilo do korunovace dokončit a zůstala nevyužitá. Později byla adaptována na klášterní školu.
Opat Arnošt ze Schrattenbachu zemřel v roce 1729. Jeho nedobré vztahy s vlastními mnichy se projevily bezprostředně po jeho smrti. Mniši totiž ihned odstranili z klášterního kostela Schrattenbachův opatský znak. Novým opatem se v následujícím roce stal Maxmilián Bach.